# Vaud (kanton)
Vaud (Duits: Waadt; Frans en Italiaans: Vaud; Reto-Romaans Vad; Nederlands ook wel Waadland of Waadtland) is een kanton in het westen van Zwitserland. De hoofdstad is Lausanne.

## Geschiedenis
In de prehistorie werd de regio rondom het meer van Genève al bewoond door de Helvetii. In 58 v.Chr. werd het veroverd door Julius Caesar en sinds deze tijd werd het door de Romeinen beheerst. Viviscus (Vevey) en Lausonium/Lausonna (Lausanne) en meerdere andere plaatsen in Vaud zijn door de Romeinen gesticht.
Sporen uit deze tijd kan men vooral vinden in Avenches en omgeving. Aventicum (Avenches) was onder keizer Vespasianus een kolonie.
Van de 2e tot de 4e eeuw werden de Romeinen door de Germanen verdreven. Maar al in de 5e eeuw veroverden de Bourgondiërs Vaud. In 888 werd het land door de Karolingers overgenomen. In 1032 werden ze opgevolgd door de Zähringers. In 1218 werd het veroverd door Savoye en had Vaud al bijna de huidige vorm.
Vanaf 1536 werd Vaud een vazalstaat van kanton Bern en zette de reformatie zich hier door. Het prinsbisdom Lausanne werd ingelijfd.
In januari 1798, in het jaar toen de kantons van het Zwitsers Eedgenootschap door Napoleon veroverd werden, vond er gelijktijdig in Vaud een kleine revolutie plaats. De Berner overheersers werden weggestuurd en de République Lémanique uitgeroepen, hetgeen nog altijd op 24 januari wordt gevierd met "Bernerplatte", een zuurkoolgerecht met verschillende soorten worst en spek. Echter al in april 1798 werd door Napoleon uit Vaud het Canton du Léman en het kanton Genève gevormd, als onderdeel van de centralistische Helvetische Republiek. In 1803 werd Vaud door Napoleon samen met de kantons Thurgau, Sankt Gallen, Aargau, Graubünden en Ticino zelfstandig gemaakt. Vaud werd volwaardig lid van het nieuw gevormde Zwitserse Eedgenootschap, dat de mislukte Helvetische Republiek opvolgde.
In de Sonderbundsoorlog van 1847 was Vaud op de hand van de tegenstanders van de katholieke beweging.

## Geografie
Het kanton Vaud ligt in Romandië. Een lang gedeelte van de grens van het kanton ligt aan het meer van Genève en het meer van Neuchâtel. In het noordwesten grenst het kanton aan de Franse departementen Ain, Jura en Doubs, in het zuidwesten aan Genève, in het zuidoosten aan Wallis, in het oosten aan kantons Fribourg en Bern en in het noordoosten aan Neuchâtel. In het midden van het meer van Genève grenst het aan Frankrijk, het departement Haute-Savoie.
Het noordwesten van Vaud bevindt zich in de Jura, het zuidoosten in de Alpen en de rest in het Middenland.
In het noordoosten bevindt het district Avenches zich als enclave in het kanton Fribourg. Omgekeerd bezit Fribourg drie enclaves in Vaud. Genève heeft ook een enclave in het zuidwesten van Vaud, genaamd Céligny.
In Vaud ligt de Vanil Noir die de hoogste berg is van de Fribourger Alpen.

## Economie
In de hoofdstad Lausanne bevindt zich het economische centrum van Vaud. Rondom de hoofdstad bevindt zich de meeste industrie. De dienstensector is in de hoofdstad zelf (72% van de economische activiteit). In Lausanne bevindt zich de technische universiteit École Polytechnique Fédérale de Lausanne (EPFL), en de Université de Lausanne (UNIL) met samen meer dan 20.000 studenten. Ook bevindt zich hier de duurste en meest gerenommeerde MBA-opleiding van Zwitserland. Ook de hogere Hotelschool van Lausanne behoort tot de wereldtop. De EPFL is samen met de ETH Zürich elk jaar weer een van de beste technische universiteiten in de wereld.
Na Wallis is Vaud de tweede in wijnproductie in Zwitserland. De meeste wijn in Vaud is witte wijn en de druiven hiervoor groeien op de heuvelhellingen rondom het meer van Genève. Andere agrarische productie betreft suiker bij Orbe en tabak in de omgeving van Broye. Vruchten vindt men aan de voet van de Jura.
In Bex is een zoutmijn.

## Demografie

### Demografische evolutie van het kanton
Bron: https://www.bfs.admin.ch/bfs/de/home/statistiken/bevoelkerung/stand-entwicklung.assetdetail.32229209.html

### Taal
Moedertaal (2000):
- Frans: 81,8%
- Duits: 4,7%
- Italiaans: 2,9%
- andere talen: 10,6%

27,4% van de bevolking van het kanton heeft geen Zwitsers paspoort (dec. 2003).

### Religie
Cijfers 2000:
- 40,0% protestants
- 33,6% rooms-katholiek
- 14,0% geen gezindte

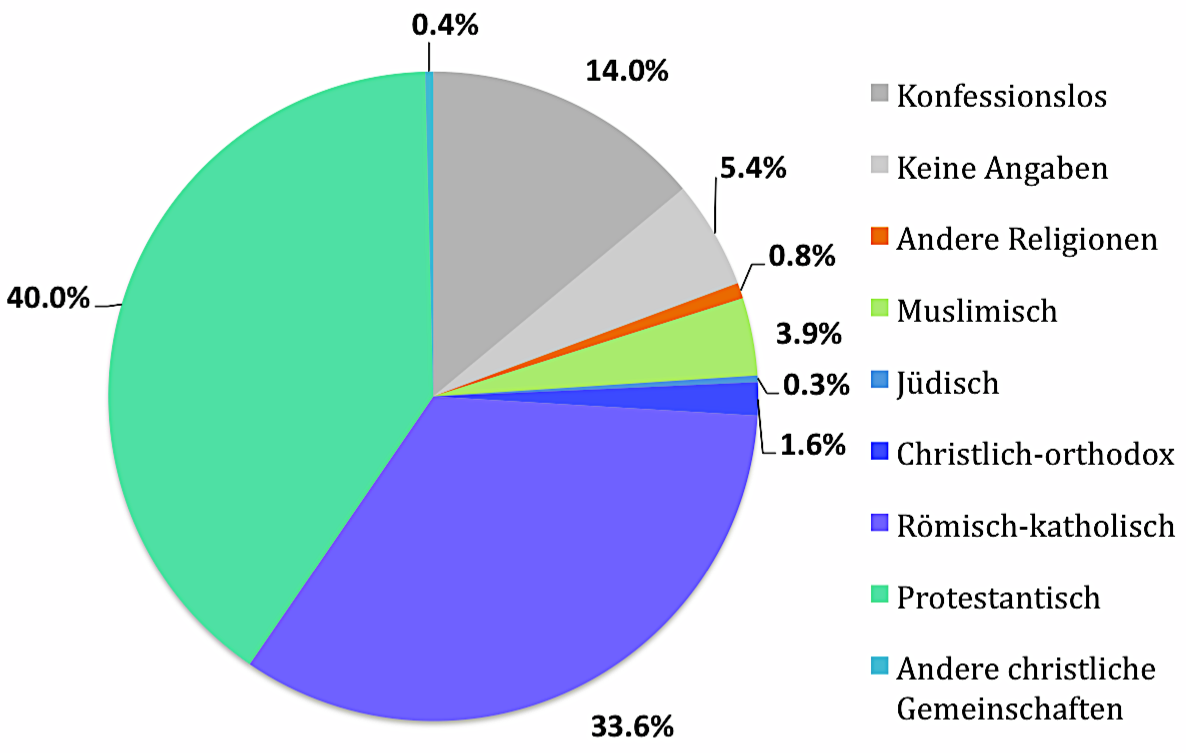
Taartdiagram 2000.

- 12,4% overige gezindten (waaronder overig christelijk (2,0%), islamitisch (3,9%), joods (0,3%), anders (0,8%) en onbekend (5,4%))

Cijfers 2010:
- 31,1% rooms-katholiek
- 28,9% evangelisch-gereformeerd
- 25,7% geen gezindte
- 14,3% overige gezindten (waaronder overig christelijk, islamitisch, joods, anders en onbekend)

## Plaatsen en gebieden
Steden met meer dan 10.000 inwoners (2023)
- Lausanne, de hoofdstad met 144.160 inwoners.
- Yverdon-les-Bains, 30.202 inwoners
- Montreux, 26.828 inwoners
- Nyon, 23.016 inwoners
- Renens, 21.408 inwoners
- Vevey, 20.139 inwoners
- Pully, 19.287 inwoners
- Morges, 17.720 inwoners
- La Tour-de-Peilz, 12.595 inwoners
- Prilly, 12.417 inwoners
- Gland, 14.018 inwoners

## Toerisme
Het toerisme contreert zich rondom het meer van Genève en het meer van Neuchâtel. Montreux is bijvoorbeeld een bekende stad, waar veel te doen is.
Mooie stadcentra vindt men in Avenches met resten uit de Romeinse tijd en in Payerne met een middeleeuws kasteel.
Yverdon was een van de steden die de Expo.02 georganiseerd hebben.

### Natuur
Bijzondere dieren zijn de lynx en de wolf.

## Districten
Vaud was sinds de oprichting in 1803 opgedeeld in 19 districten. In tegenstelling tot andere kantons waren de districten weer opgedeeld in cirkels, die uit gemeentes bestonden. Per 1 januari 2008 zijn de cirkels afgeschaft en zijn de districten herverdeeld.

### Districten tot en met 2007
| - Aigle - Aubonne - Avenches - Cossonay - Echallens - Grandson - Lausanne | - La Vallée - Lavaux - Morges - Moudon - Nyon - Orbe | - Oron - Payerne - Pays-d'Enhaut - Rolle - Vevey - Yverdon |

### Districten vanaf 2008
| - Aigle - Broye-Vully - Gros-de-Vaud - Jura-Nord vaudois | - Lausanne - Lavaux-Oron - Morges | - Nyon - Ouest lausannois - Riviera-Pays-d'Enhaut |

Aargau · Appenzell Ausserrhoden · Appenzell Innerrhoden · Basel-Landschaft · Basel-Stadt · Bern · Fribourg · Genève · Glarus · Graubünden · Jura · Luzern · Neuchâtel · Nidwalden · Obwalden · Sankt Gallen · Schaffhausen · Schwyz · Solothurn · Thurgau · Ticino · Uri · Vaud · Wallis · Zug · Zürich